# Fener
Fener (chiamato anche: Fanar, Phanar o Phanari; in greco storicamente: Φανάρι, Phanári; pron. /fa'nari/) è un quartiere (in turco semt) storico di Istanbul che si affaccia sul Corno d'Oro e appartiene al municipio di Fatih, l'antica città murata di Costantinopoli.

## Storia
Il nome risale all'epoca bizantina, e deriva da un faro o una lanterna (in greco, φανάρι), oppure un fuoco acceso per aiutare la navigazione. Il nome è stato poi traslitterato in lingua turca come Fener, dopo la conquista ottomana.
Dopo la caduta di Costantinopoli (1453), il quartiere di Fener ospitò molti dei greci Rūm reinsediatisi in città (poi chiamati Fanarioti) e anche il Patriarca ecumenico di Costantinopoli della Chiesa greco-ortodossa (che ancora oggi risiede lì). "Fanar" è ancora oggi il termine che viene utilizzato per definire il Patriarcato di Costantinopoli, così come si utilizza "Vaticano" per indicare la Chiesa cattolica.
Nelle strade del quartiere sono presenti ancora parecchie pittoresche case in legno risalenti all'epoca ottomana. Inoltre il Fener ospita diverse scuole greche (come il Megali tou Genous Scholí, la "Grande scuola del popolo", costruita nell'Ottocento) e chiese ortodosse, fra cui quella di Santa Maria dei Mongoli: quest'ultima ha la particolarità di essere l'unico edificio di culto ortodosso ancora in uso dall'epoca bizantina nella città.

## Galleria d'immagini

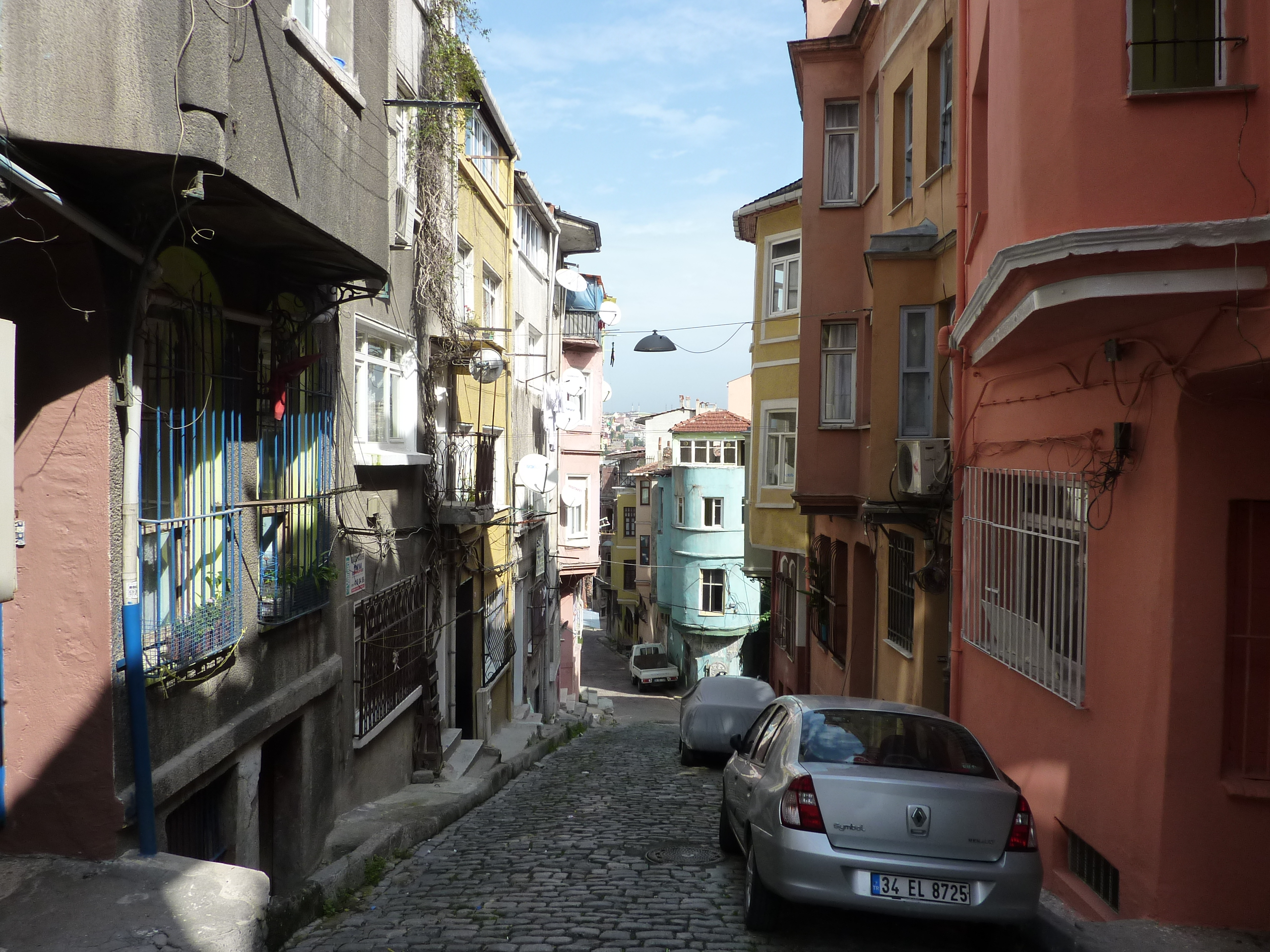
Una strada del quartiere
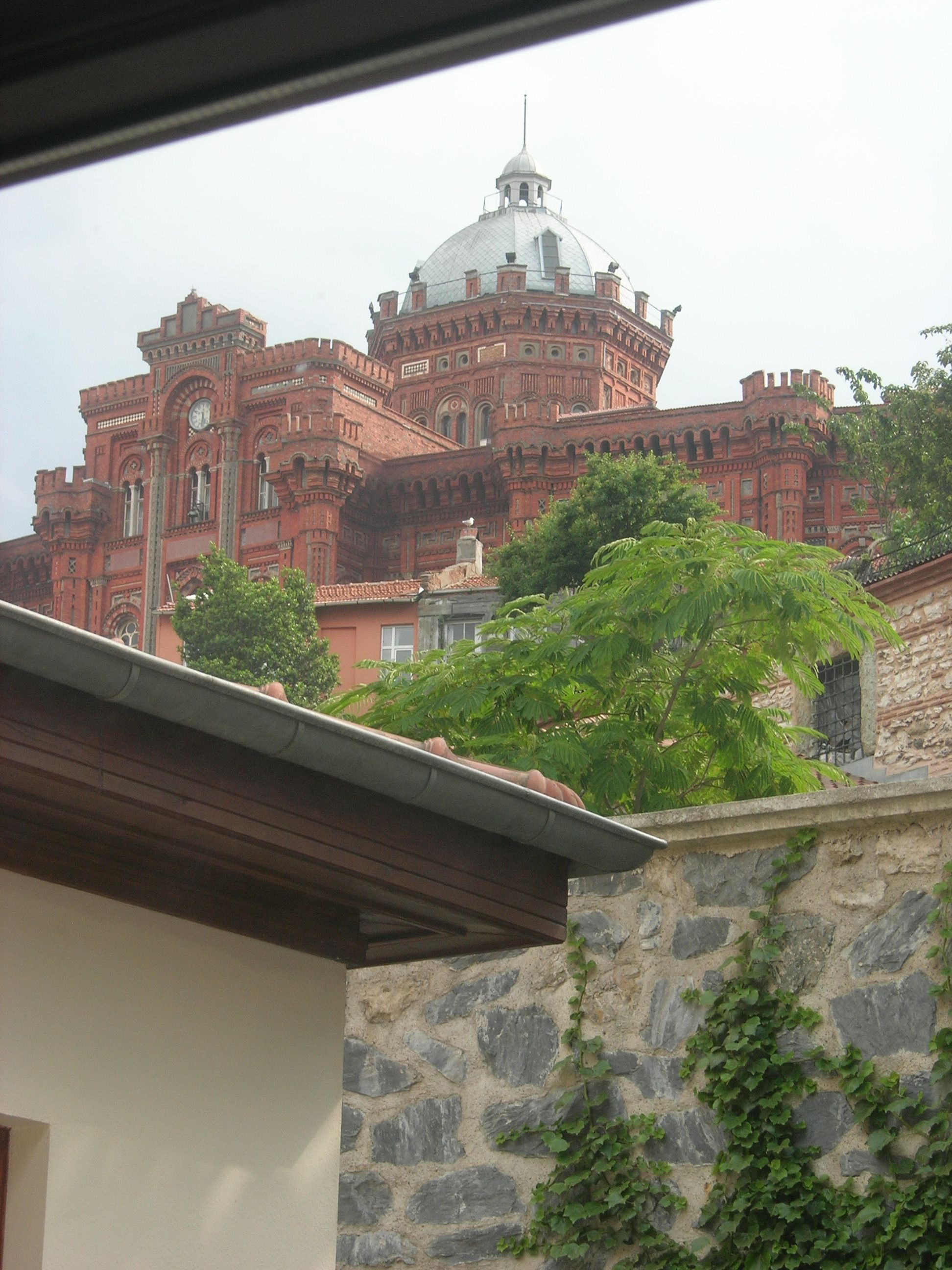
Il collegio greco ortodosso, Megali tou Genous Scholí.
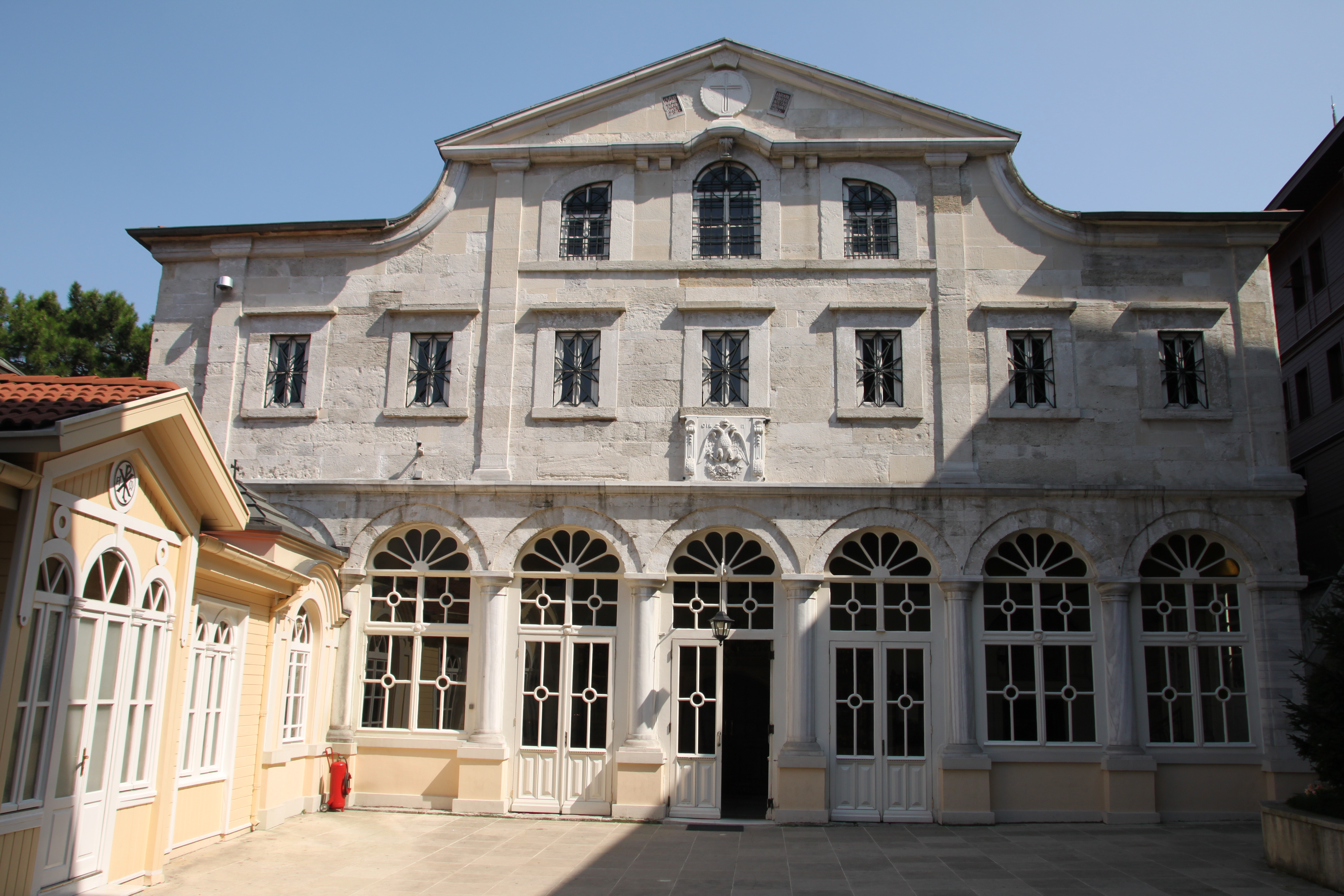
La Cattedrale di San Giorgio, sede del Patriarcato ecumenico di Costantinopoli
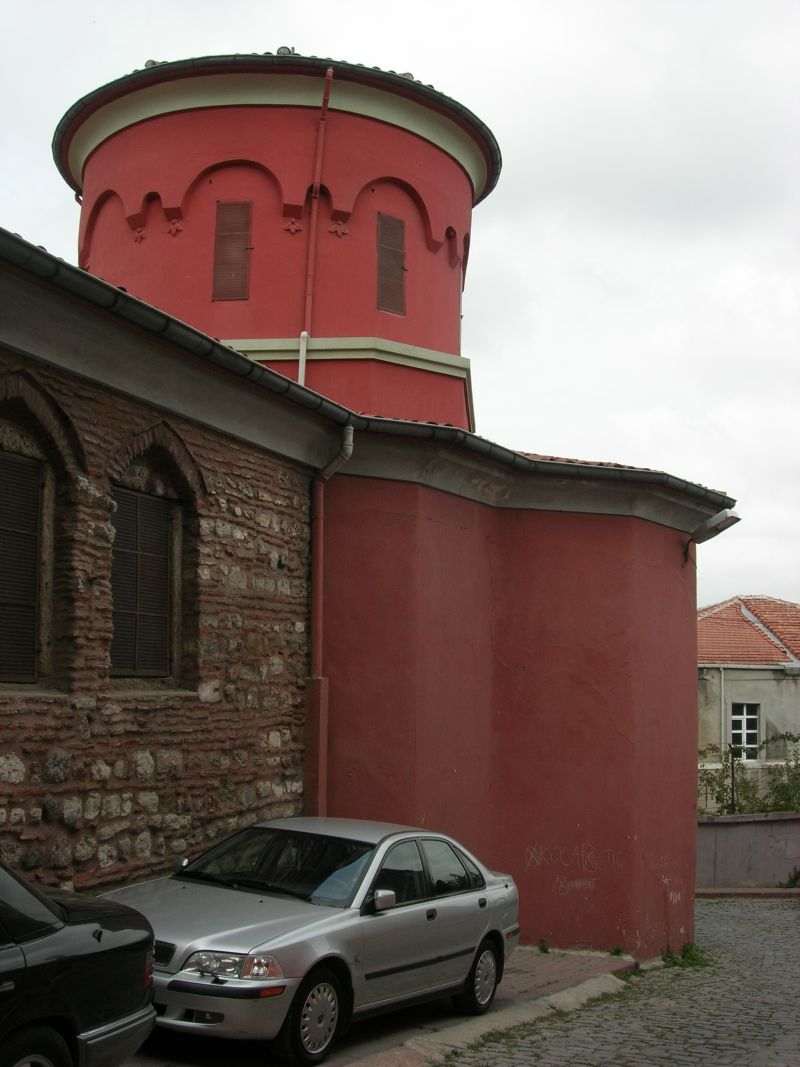
La chiesa di Santa Maria dei Mongoli vista da Sud
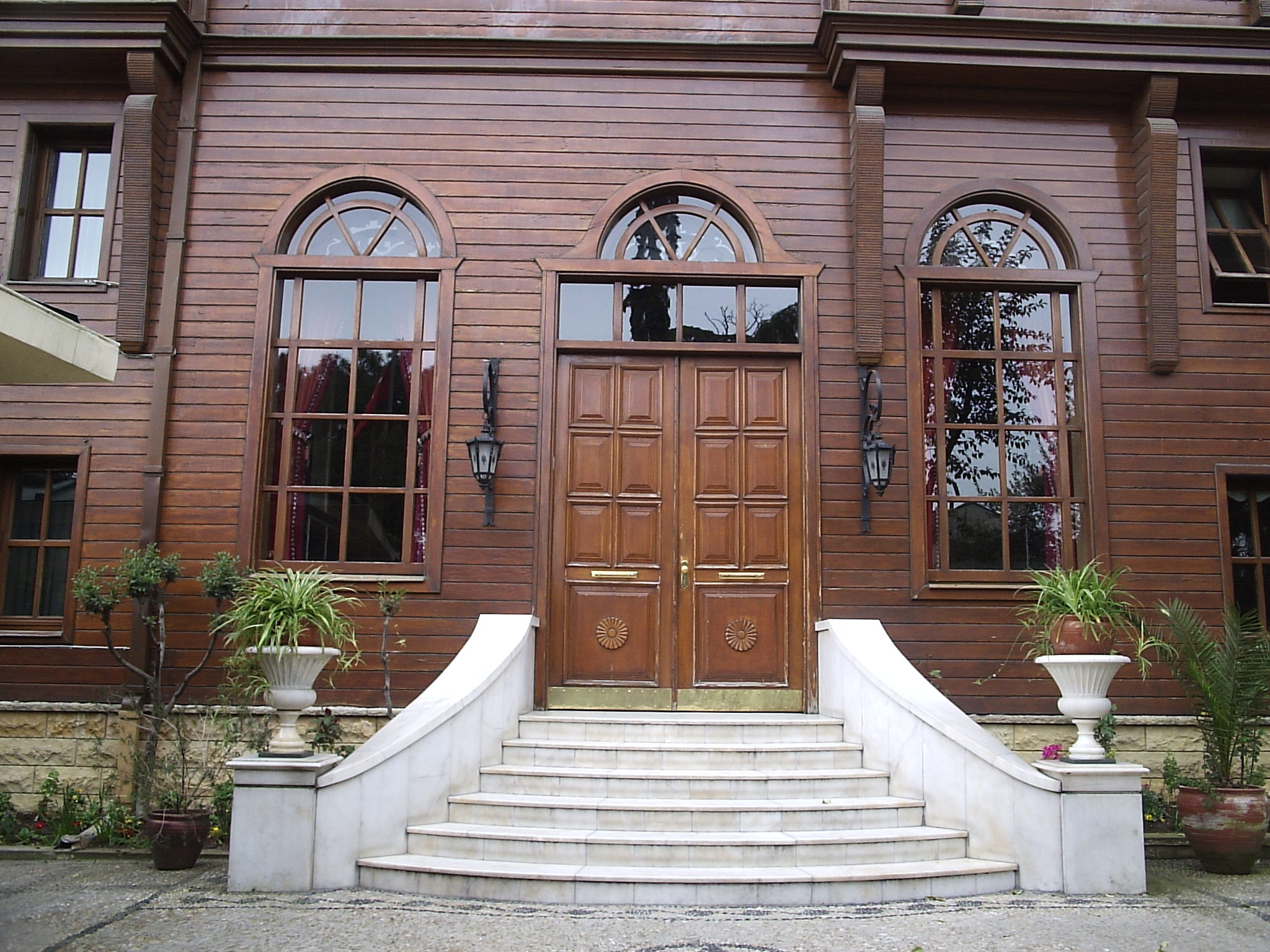
La residenza del Patriarca